# Fusils et carabines modèles 2A1

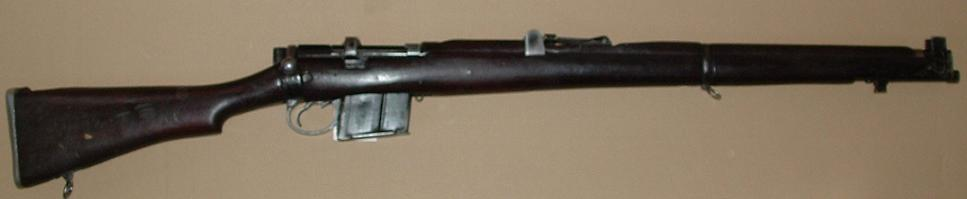
Le fusil Ishapore 2A1 de calibre 7,62 mm OTAN est le derniers des Lee–Enfield fabriqués en Inde. Noter son chargeur rectangulaire qui le différencie facilement du Fusil 1A en .303 Anglais.

Les fusils et carabines modèles 7,62 mm 2A1 sont des variantes indiennes du Lee-Enfield Mark III. Ils sont aussi connus sous le nom d'Ishapore 2A1 en référence à leur fabricant : la  Rifle Factory Ishapore.

## Présentation
Les SMLE Mk III fabriqués en Inde sont connus sous le nom de Type 56, fabriqués entre 1956 et 1965. À cette période, l’Inde décide d’abandonner le vénérable .303 British pour le plus moderne 7,62x51 mm, notamment en vue de l’adoption du Fal belge au milieu des années 1960.

## Description technique
Extérieurement et mécaniquement, le fusil Ishapore 2A/2A1 est  presque identique au fusil britannique SMLE Mk III* de calibre .303 , à l'exception du chargeur « carré » distinctif (10 ou 12 coups) et de l'utilisation de la plaque de couche du fusil 1A/1C (version indienne du FN FAL). Pour résister à la pression de la 7,62 Nato, la culasse à verrou son boîtier sont en acier au nickel. Enfin, le 2A a été conçu pour permettre la fixation de la baïonnette-épée modèle britannique 1907 (P'07) utilisée sur le SMLE MkIII.

## Production & diffusion
- Il a été produit environ 250  000 fusils et carabines modèles 2A1 entre 1962 et 1974 dans 3 variantes principales :
  - Le Fusil 2A, produit jusqu'en 1966, possède une hausse graduée pour 2000 m.
  - Le Fusil 2A1, composant la majorité de la production , a une hausse graduée pour 800 m.
  - La Carabine 2 A1 constitue la version indienne de la carabine Lee Enfield N°5. Elle est cependant un peu plus longue et conserve la même hausse que le fusil N°1 Mark III*, mais sans oreilles de protection.

- Le 2A a été largement utilisé par l'armée indienne après la guerre sino-indienne de 1962 et, malgré l'utilisation du SLR, lors de la guerre contre le Pakistan en 1965. Les fusils 2A ont été fournis au Bangladesh pendant sa guerre de libération en 1971.
- L'Ishapore 2A1 est toujours en service dans certaines unités de  la police indienne.

## Apparition dans la pop culture
Cette carabine de guerre apparaît dans nombres de fictions filmées et/ou produites en Inde.

## Caractéristiques
- Calibre: 7,62 mm.
- Munition: 7,62 mm NATO.
- Longueur totale: 1,138 m.
- Longueur du canon: 0,640 m.
- Masse du fusil vide: 4,200 kg.
- Capacité du chargeur: 10 ou 12 coups

## Sources
- Jean Huon, Les fusils Lee-Enfield, Crépin-Leblond, 2006 (ISBN 978-2-7030-0291-8)
- Luc Guillou, « Les fusils Lee-Enfield : Les armes réglementaires de la British Army », Gazette des armes, Hors-série N°31, Novembre 2024.
- Maître Luger, « Ishapore 2A (2A1) - Le Dernier Lee-Enfield est Indien », Youtube, Décembre 2024.